# Gherman din Alaska
Notă: Acest articol conține text preluat de la ro.orthodoxwiki.org (articolul respectiv și lista de autori). Toate materialele OrthodoxWiki intră automat sub dubla licență GDFL-Creative Commons.

Gherman (Herman) din Alaska (1756 - 13 decembrie 1837) a fost un propovăduitor creștin ortodox din secolul al XVIII-lea în Alaska. În 1970 a devenit primul sfânt care a fost canonizat de către Biserica Ortodoxă din America. În același timp a avut loc ceremonia similară, dar în altă parte, a Bisericii Ortodoxe Ruse din Afara Rusiei. Sfântul Gherman este prăznuit de Biserica Ortodoxă în 9 august (data proslăvirii) și în 13 decembrie (data adormirii).

## Viața
Gherman din Alaska a fost un călugăr ortodox rus din Mănăstirea Valaam din Rusia care, împreună cu alți 8 călugări, în anul 1793, a călătorit în Insulele Aleutine și pentru a duce mesajul Evangheliei indigenilor aleutini și eschimoși din acele zone. Ca parte a colonizării ruse a Americii, rușii călătoreau și neguțătoreau în acele zone încă din 1740. El a construit o școală pentru aleutini și, adesea, i-a apărat în fața nedreptăților și abuzurilor comercianților ruși. Le-a devenit cunoscut sub numele de Apa, care înseamnă "bunic". El și-a petrecut majoritatea vieții ca singurul locuitor al Insulei Spruce, o insuliță împădurită de lângă Insula Kodiak.
Seminarul Teologic Ortodox Sfântul Gherman (Kodiak, Alaska) îi poartă numele. O parte din moaștele sale sunt păstrat în Capela Sfântul Ignatie din Satul antiohian, fiind unul din sfinții protectori ai acesteia.

## Imnografie
Tropar (Glasul 7)
Stea a Nordului plină de bucurie a Bisericii lui Hristos,
Călăuzitor al popoarelor la Împărăția cea Cerească,
Învățător și apostol al dreptei credințe,
Mijlocitor și apărător al asupriților,
Podoabă al Bisericii Ortodoxe din America:
Binecuvântate Părinte Gherman din Alaska,
Roagă-te Domnului nostru Iisus Hristos
Ca să mântuiască sufletele noastre!
Tropar (Glasul 4)
Binecuvântate Părinte Gherman din Alaska,
Steaua nordică a Sfintei Biserici a lui Hristos,
Lumina sfintei vieții tale și a slăvitelor tale fapte
Călăuzește pe cei ce merg pe calea Ortodoxiei.
Împreună cu tine ridicăm Sfânta Cruce
Pe care, temeinic, ai înălțat-o în America.
Veniți cu toții să-L slăvim pe Hristos Iisus,
Cântând sfântă Învierea Lui.
Condac (Glasul 3)
Lumina cea veșnică a Mântuitorului Hristos te-a călăuzit,
binecuvântate Părinte Gherman,
în călătoria ta propovăduitoare în America
unde ai dus Evanghelia păcii.
Iar acum, stând înaintea Tronului Slavei,
mijlocește pentru pământul și poporul tău, [cerând]:
Pace lumii și sufletelor noastre mântuire!

### Icoane
- Google Image Search of St. Herman of Alaska icons
- Icon and Story of St. Herman of Valaam Wonderworker of Alaska
- Several Wonderful Icons by American Iconographers